# Выползки
Выползки (укр. Виповзки) — село, входит в Переяслав-Хмельницкий район Киевской области Украины.
Население по переписи 2001 года составляло 526 человек. Почтовый индекс — 08443. Телефонный код — 4567. Занимает площадь 2,33 км².

## Местный совет
08443, Київська обл., Переяслав-Хмельницький р-н, с.Виповзки, вул.Леніна,17а